# Sindrome della cauda equina
La sindrome della cauda equina è una seria condizione neurologica caratterizzata da una perdita acuta della funzione del plesso lombare in conseguenza di una lesione delle radici dei nervi spinali localizzate all'interno del canale vertebrale, caudalmente al termine del midollo spinale (che si localizza intorno alle vertebre L1-L2 e viene definito cono midollare), nella cosiddetta cauda equina.

## Eziologia
Dopo il cono midollare il canale vertebrale contiene le radici dei nervi spinali lombari e sacrali. Le radici spinali da L4 a S4 sono quelle che costituiscono il plesso sacrale, da cui origina il nervo ischiatico. A seguito di possibile interessamento di diversi siti anatomici, si potrà manifestare una sindrome della cosiddetta cauda alta (o cono-cauda) o una sindrome della cauda bassa.

### Lesioni e neoplasie
Ogni lesione o neoplasia, anche nel caso di metastasi, che comprima e alteri la funzionalità della cauda equina può interferire con la funzione nervosa. La causa più comune è l'ernia del disco

### Traumi
Traumatismi diretti al basso rachide lombare possono essere causa della sindrome, sia che si tratti di traumi penetranti, come una ferita da coltello o un colpo di arma da fuoco, sia nel caso di puntura lombare, di frattura vertebrale con migrazione posteriore dei frammenti, di anestesia spinale caratterizzata da trauma da catetere e rilascio di alte dosi di anestetico nell'area della cauda equina.

### Stenosi del canale vertebrale lombare
La sindrome può anche essere causata da una stenosi del canale vertebrale localizzata a livello lombare. Questo può avvenire in seguito a processi degenerativi, come nel caso dell'artrosi, oppure può essere una malformazione presente dalla nascita. Nei casi caratterizzati da una grave spondilolistesi o di grave ernia del disco espulsa la sindrome può ugualmente manifestarsi.

### Malattie infiammatorie
Nel caso di malattie infiammatorie croniche, come la malattia di Paget, la polineuropatia demielinizzante infiammatoria cronica, la spondilite anchilosante e la tubercolosi ossea la sindrome può manifestarsi a causa del restringimento del canale vertebrale che queste malattie possono produrre.

## Clinica

### Segni e sintomi
Le manifestazioni cliniche della sindrome comprendono:
- debolezza dei muscoli dell'arto inferiore innervati dalle radici coinvolte, che spesso evolve in paraplegia;
- inizialmente ritenzione urinaria (nel 50-70% dei pazienti alla presentazione[3]);
- successivamente vescica neurogena con incontinenza urinaria[4];
- incontinenza fecale per diminuzione del tono dei muscoli anali[4];
- disfunzione erettile;
- anestesia a sella (a livello del perineo e in regione perianale);
- dolore;
- assenza bilaterale del riflesso patellare[5].

### Diagnosi differenziale
Qualora l'esame della sensibilità dolorosa, effettuata tramite uno spillo, mostri un'analgesia dell'arto inferiore con sensibilità perineale mantenuta, questa fa propendere per una causa extramidollare e intratecale.
L'incapacità a camminare unita a questo tipo di sensibilità indica generalmente una tubercolosi vertebrale, caratteristica della malattia di Pott, la cui caratteristica triade diagnostica è data da paraplegia, perdita della sensibilità lombare e mantenimento di quella sacrale.

### Esami di laboratorio e strumentali
La diagnosi è solitamente confermata tramite una RM o una TC. Nel caso fosse confermata il trattamento dipende dall'eziologia della sindrome.

## Trattamento

### Trattamento chirurgico
La sindrome della cauda equina viene considerata un'emergenza medico-chirurgica. Il trattamento usuale della sindrome prevede la decompressione chirurgica, raccomandata specialmente quando la causa è un'ernia discale.
La decompressione, effettuata tramite laminectomia o altre tecniche, deve essere effettuata entro 48 ore dall'insorgenza dei sintomi quando è certa la diagnosi di lesione (ascesso epidurale spinale, neoplasia, ematoma, frattura vertebrale). Ciò garantisce un'elevata probabilità di guarigione senza reliquati.
Nel caso di un'origine traumatica il paziente deve essere immobilizzato.
Durante l'intervento chirurgico può essere necessaria la rimozione di sangue, frammenti di osso, tumori, un disco intervertebrale erniato o aree di iperostosi. Nel caso un tumore non possa essere rimosso chirurgicamente o sia già metastatico, possono essere usate chemioterapia e radioterapia in modo da ridurre la pressione.
La sindrome può manifestarsi durante la gravidanza, specialmente per ernia discale, in diretta correlazione con l'età della paziente. L'intervento chirurgico può essere comunque effettuato senza particolari effetti collaterali e a qualunque periodo della gravidanza

### Trattamento farmacologico
Nel caso la malattia fosse causata da una malattia infiammatoria, il trattamento farmacologico prevede l'uso di FANS o steroidi. Nel caso l'infezione sia batterica è necessario instaurare una terapia antibiotica.

## Prognosi
Successivamente all'intervento alcuni pazienti potrebbero necessitare di fisioterapia e terapia occupazionale per eventuali disfunzioni degli arti inferiori . Nel caso di obesità è necessaria che questa venga egualmente trattata.
Il completo recupero dipende da molti fattori, primi tra i quali la gravità e la durata della compressione nervosa; generalmente più tempo le radici nervose sono rimaste compresse, maggiore è il danno causato al nervo.
Nei casi peggiori la ricrescita nervosa può non essere possibile e in tal caso il danno è permanente; nel caso la ricrescita nervosa sia possibile la durata del recupero è ampiamente variabile, talvolta alcuni anni.

## Prevenzione
La prevenzione migliore rimane la diagnosi precoce. I segni da tenere più in conto sono i cambiamenti della funzione intestinale o urinaria e la perdita di sensibilità perineale e perianale.